# یوگینی کوالف
یوگینی کوالف (انگلیسی: Evgeny Kovalev؛ زادهٔ ۶ مارس ۱۹۸۹) دوچرخه‌سوار اهل روسیه است.
وی در مسابقات کشوری و بین‌المللی در مجموع برندهٔ ۳ مدال نقره، ۱ مدال برنز شده‌است.